# NA-1110
La  NA-1110  es una carretera que une la NA-6004 (Galar, Navarra) con la N-111 (Viana, Navarra). Es la Antigua Carretera Nacional 111 (Pamplona-Medinacelli) a su paso por Navarra.

## Recorrido
| Denominación | Kilómetro | Salida                      | Carretera                   | Dirección                           |
| ------------ | --------- | --------------------------- | --------------------------- | ----------------------------------- |
| NA-1110      | 0         |                             | NA-6004 A-12                | Galar Pamplona Logroño              |
| NA-1110      | 3         |                             | NA-6004 A-12                | Zariquiegui Pamplona Logroño        |
| NA-1110      | 4         | Travesía de Astráin         | Travesía de Astráin         | Travesía de Astráin                 |
| NA-1110      | 5         |                             | NA-7010                     | Muru-Astráin Ororbia Irurzun        |
| NA-1110      | 7         |                             | NA-7014                     | Undiano                             |
| NA-1110      | 7         |                             | NA-6056                     | Alto del Perdón                     |
| NA-1110      | 8         |                             | NA-6016 A-12                | Uterga Muruzábal Pamplona           |
| NA-1110      | 10        | Travesía de Legarda         | Travesía de Legarda         | Travesía de Legarda                 |
| NA-1110      | 12        |                             | NA-601 A-12                 | Añorbe Barásoain Pamplona           |
| NA-1110      | 13        |                             | NA-6061                     | Obanos                              |
| NA-1110      | 15        |                             | NA-6064                     | Obanos Añorbe                       |
| NA-1110      | 15        | Travesía de Puente la Reina | Travesía de Puente la Reina | Travesía de Puente la Reina         |
| NA-1110      | 16        |                             | NA-6064                     | Mendigorría Larraga                 |
| NA-1110      | 16        |                             | NA-7040                     | Echauri Guirguillano                |
| NA-1110      | 17        |                             | NA-601 A-12                 | Mendigorría Larraga Pamplona        |
| NA-1110      | 20        | Travesía de Mañeru          | Travesía de Mañeru          | Travesía de Mañeru                  |
| NA-1110      | 23        | Travesía de Cirauqui        | Travesía de Cirauqui        | Travesía de Cirauqui                |
| NA-1110      | 26        |                             | A-12                        | Pamplona Logroño                    |
| NA-1110      | 27        |                             | NA-7171                     | Alloz Guirguillano                  |
| NA-1110      | 28        | Travesía de Lorca           | Travesía de Lorca           | Travesía de Lorca                   |
| NA-1110      | 29        |                             | NA-7320                     | Alloz Abárzuza                      |
| NA-1110      | 31        |                             | A-12                        | Puente la Reina Pamplona            |
| NA-1110      | 32        |                             | A-12                        | Estella Logroño                     |
| NA-1110      | 32        |                             | NA-7320                     | Arandigoyen                         |
| NA-1110      | 32        | Travesía de Villatuerta     | Travesía de Villatuerta     | Travesía de Villatuerta             |
| NA-1110      | 32        |                             | NA-7008                     | Arizala                             |
| NA-1110      | 34        |                             | NA-132 A-12                 | Pamplona Tafalla Sangüesa           |
| NA-1110      | 35        | Travesía de Estella         | Travesía de Estella         | Travesía de Estella                 |
| NA-1110      | 37        |                             | NA-132-A NA-120             | Abárzuza Baquedano Zúñiga           |
| NA-1110      | 37        |                             | NA-122                      | Allo Lerín                          |
| NA-1110      | 38        | Travesía de Ayegui          | Travesía de Ayegui          | Travesía de Ayegui                  |
| NA-1110      | 40        | Travesía de Irache          | Travesía de Irache          | Travesía de Irache                  |
| NA-1110      | 41        |                             | NA-132-B                    | Igúzquiza                           |
| NA-1110      | 41        |                             | NA-7453                     | Igúzquiza                           |
| NA-1110      | 43        | Travesía de Ázqueta         | Travesía de Ázqueta         | Travesía de Ázqueta                 |
| NA-1110      | 44        |                             | NA-7402 A-12                | Villamayor de Monjardín Logroño     |
| NA-1110      | 45        |                             | A-12                        | Estella Pamplona                    |
| NA-1110      | 46        |                             | NA-7400                     | Luquin Arroniz                      |
| NA-1110      | 46        |                             | NA-7400                     | Olejua Ancín                        |
| NA-1110      | 48        |                             | NA-6340                     | Allo Sesma                          |
| NA-1110      | 54        |                             | NA-8401                     | Los Arcos                           |
| NA-1110      | 55        |                             | NA-129                      | Los Arcos Sesma Zúñiga              |
| NA-1110      | 57        |                             | NA-1120                     | Lazagurría Lodosa                   |
| NA-1110      | 57        |                             | NA-8401                     | Los Arcos                           |
| NA-1110      | 60        |                             | NA-6362                     | El Busto                            |
| NA-1110      | 62        | Travesía de Sansol          | Travesía de Sansol          | Travesía de Sansol                  |
| NA-1110      | 62        |                             | NA-6310                     | Lazagurría Mendavia                 |
| NA-1110      | 62        |                             | NA-7200                     | Espronceda Aguilar de Codés         |
| NA-1110      | 63        |                             | NA-7251                     | Torres del Río Armañanzas           |
| NA-1110      | 64        |                             | NA-7253                     | Bargota                             |
| NA-1110      | 73        |                             |                             | Viana                               |
| NA-1110      | 73        | Travesía de Viana           | Travesía de Viana           | Travesía de Viana                   |
| NA-1110      | 74        |                             | N-111 NA-6320               | Logroño Lazagurría Aguilar de Codés |